# Franz Samuel Stromszky
Franz Samuel Stromszky (auch Stromßky, Stromsky) (* 13. Juli 1792 in Bösing, Königreich Ungarn; † 20. Juli 1861 in Preßburg, Königreich Ungarn) evangelischer Pastor und Superintendent.

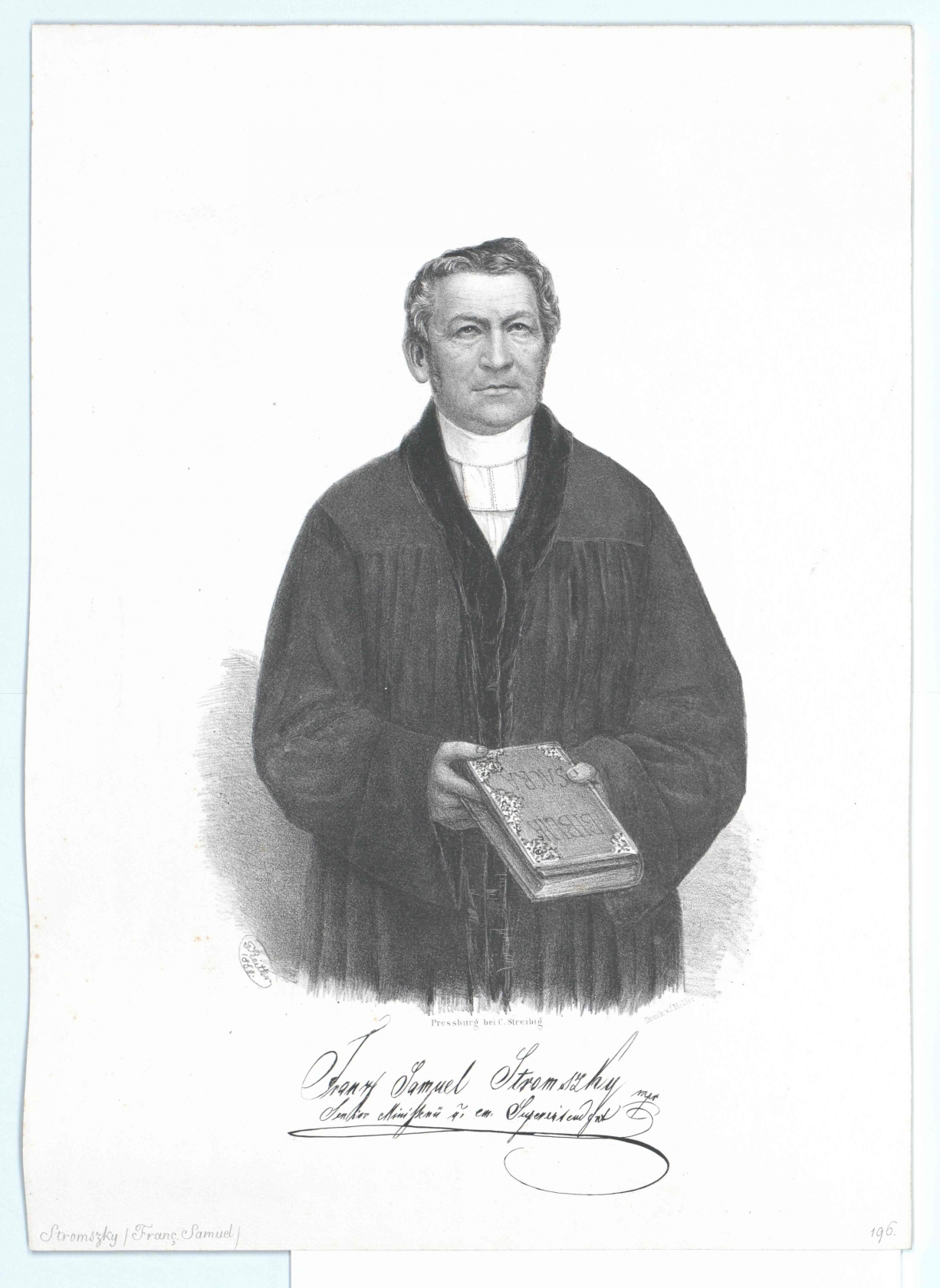
Franz Samuel Stromszky

## Leben
Franz Samuel Stromszky wurde als Sohn des bürgerlichen Fleischhauermeisters Samuel Stromszky und seiner Ehefrau Therese geb. Staminger in Bösing geboren. Den ersten Schulunterricht erhielt er in seiner Vaterstadt, anschließend besuchte er die Lateinschule in Raab um auch die ungarische Sprache zu erlernen. Seine Studien setzte er in Preßburg fort, die er 1812 mit Erfolg abschloss. Nach einer Zwischenzeit als Hauslehrer im Komitat Trentschin und in der Steiermark inskribierte er 1816 an der Universität Tübingen. Danach kehrte er in seine Heimat zurück und wurde vom Superintendenten Johann Wächter in Wien zum Pfarrer ordiniert wurde. Seine erste Pfarrstelle trat er im Vikariat Brünn an.
Am 12. Juli 1823 übernahm er das Pfarramt in Hillersdorf / Österreichisch-Schlesien. Während eines Besuches in seiner Heimat traute er seinen Schwager, der Pfarrer in St. Georgen war. Auf die bei der Trauung anwesenden Preßburger Pfarrer Karl Samuel Biermann und Matthias von Habermayer machte die Traurede einen solch günstigen Eindruck, dass sie ihn einluden, während des Ungarischen Landtages in Preßburg eine Predigt zu halten. Diese Predigt hielt Stromszky in Anwesenheit der Palatinessa von Ungarn, der Erzherzogin Maria Dorothea von Württemberg die von dessen Predigt sehr beeindruckt war. Nach einer Zwischenzeit in Ragendorf (Komitat Wiesenburg) wurde er von der Deutschen Evangelischen Kirchengemeinde A.B. in Preßburg zum Seelsorger gewählt. Seine Antrittspredigt hielt er am 18. Oktober 1829.
Durch außerordentlich erfolgreiche Gemeindearbeit entwickelte sich Pfarrer Stromszky zu einem der beliebtesten Prediger in Preßburg und Umgebung. Da er in dieser Stellung auch sehr rasch das Vertrauen seiner Pfarrkollegen erlangte, wurde er – nach dem Tode seines Vorgängers, D. Paul Bilnitza – am 14. Juli 1835 zum Superintendenten für den Bezirk Cisdanubien der Ungarländischen Evangelischen Kirche A. B. gewählt. In der Preßburger Zeitung konnte man am 17. Juli 1835 folgenden Kurzbericht darüber lesen:
Über die vorgestern, am 14ten d., hier vor sich gegangene Wahl  des Superintendenten der evangelischen Gemeinden A. B. im diesseitigen Donaudistrikt, melden wir vorläufig, daß Herr F r a n z  S a m u e l  S t r o m ß k y, einer der drei Prediger der hiesigen evangel. deutschen Gemeinde, mit großer Stimmenmehrheit gewählt und hierauf gestern feyerlich introduziert worden ist.

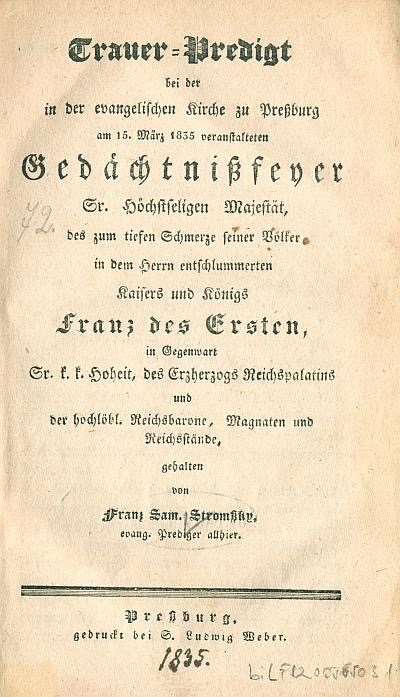
Titelseite einer Trauerpredigt die aus Anlass des Ablebens von Kaiser Franz II. in Anwesenheit von Palatin Joseph von Superintendent Stromszky in der Deutschen Evangelischen Kirche A. B. zu Preßburg gehalten wurde.

Da er mit der Ungarischen Revolution der Jahre 1848/1949 nicht nur sympathisierte, sondern auch aktiv daran teilnahm, wurde er am 19. Februar 1850 gezwungen, das Amt des Superintendenten niederzulegen. In seiner Preßburger Gemeinde, die ihm das Amt des Seniors übertrug, setzte er sich vor allem um die Neugestaltung des Preßburger Evangelischen Lyzeums ein. Er unternahm zahlreiche Reisen nach Deutschland und pflegte hervorragende Kontakte zum Gustav Adolph Werk, welches seine Arbeit finanziell tatkräftig unterstützte. Außerdem wirkte er als Professor am Preßburger Lyzeum.
Nach Konsolidierung der politischen Lage im Königreich Ungarn erhielten die protestantischen Kirchen Ungarns im Jahre 1860 ihre gesetzlichen Freiheiten zurück. Daraufhin wurde Pfarrer Stromszky am 12. Juli 1861 wieder in sein ehemaliges Amt als Superintendent eingesetzt.
Franz Samuel Stromszky starb am 20. Juli 1861 in Preßburg. Er wurde am Gaistor Friedhof in Preßburg bestattet. Die Leichenrede und Einsegnung am offenen Grabe wurde von Pfarrer Carl August Raabe vollzogen.
Die Preßburger Zeitung schrieb über Stromszkys Ableben und Bestattung folgendes:
Preßburg, 23. Juli. Die hiesige evangelische Gemeinde hatte an dem heutigen Nachmittage eine ergreifende Trauerfeierlichkeit: sie galt dem wahrhaft ehrwürdigen, nach schmerzvoller Krankheit ihr entrissenen Seelsorger, dem Superintendenten und Pfarrer, Herrn Franz Samuel Stromßky. Um vier Uhr wurde der in der ungarisch-slawischen Kirche beigesetzte Leichnam unter höchst zahlreicher Begleitung von Theilnehmenden mit Chorgesang von den HH. Predigern aus der Umgegend in feierlichen Zuge in die [deutsche] Kirche getragen. Die Kirche war, der feierlichen Handlung entsprechend, mit schwarzen Tuch ausgeschlagen und beleuchtet, sowie von Zuhörern überfüllt. Der Sarg ward im Kreuzgange niedergesetzt, und nach einem kurzen Kirchenliede trat der Senior des Neutraer Seniorates, Herr Samuel Teßák, Prediger in Szenitz, vor den Altar und hielt die Liturgie; nach Beendigung derselben verlas er den Lebenslauf des Verstorbenen, welcher seiner Reichhaltigkeit wegen Aufmerksamkeit verdiente. Hierauf ertönte der feierliche ergreifende Gesang der hiesigen Liedertafel, und während  dessen betrat der Senior des Preßburger Seniorates  und Prediger in Modern, Herr Hollerung, die Kanzel und hielt eine gehaltvolle Rede über das Thema: „Die Gemeinde am Sarge ihres treuen Seelenhirten“ (nach Anleitung des Textes Ebr. XIII. 7). Nach Beendigung der kirchlichen Feier setzte sich unter ungeheuerem Menschenandrangs der große Zug in Bewegung nach dem Friedhofe vor dem Gaisthore; auf dem Wege dahin ward de Sarg theils von hiesigen Weingärtnern, theils den Landsleuten aus der Au und Oberufer getragen. Auf dem Friedhof angelangt, wurde der Sarg über dem offenen Grabe niedergelassen, und nach einem kurzen Leichengesange sprach der ehrwürdige Prediger unserer Gemeinde, Herr August Raabe, Worte voll Kraft und Weihe vor dem im Kreise versammelten Trauernden und entwarf mit wenigen Worten das Bild des Gerechten, wie sein Gedächtnis in Segen bleibe. Nach der kirchlichen Einsegnung des nun in's Grab zu senkenden Todten bildete ein ergreifender Gesang, von der Liedertafel meisterhaft vorgetragen, den würdigen Schluß der Feierlichkeit.

## Würdigung
Theologisch gehörte Stromszky den gemäßigten theologischen Rationalismus an. In seinen Predigten war Stromszky nie von einer damals üblichen „Schönrednerei“ ganz frei. Aber er hat niemals gegen die Heiltatsachen gepredigt, sondern sich auf die paränetische Verwertung der Bibeltexte beschränkt. Im Sinne dieses gemäßigten theologischen Rationalismus stellte er 1845 ein neues Deutsches Evangelisches Gesangbuch für die Preßburger Gemeinde zusammen, dass ein halbes Jahrhundert in der Gemeinde in Gebrauch war.
Zahlreiche Arbeiten Stromszkys sind auch in Druck erschienen. Die bedeutendsten davon waren:
- Trauerpredigt bei der Gedächtnisfeier Sr. Höchstseligen Majestät des Kaisers und Königs Franz..., Preßburg 1835

- Jesus Christus in den Tagen seiner irdischen Vollendung, Preßburg 1840
- Predigt zur dritten Säkularfeier des Todestages Dr. Martin Luthers, Preßburg 1846
- Feier der Grundsteinlegung an dem neuerbauten Lycealgebäude der ev. Gemeinde zu Preßburg,  Preßburg 1855

## Nachkommen
Am 15. Mai 1820 heiratete Franz Samuel Stromszky Elisabeth Richter aus Bösing. Aus der Ehe gingen sieben Söhne und zwei Töchter hervor. Sein ältester Sohn Adolph fiel in der Ungarischen Revolution im Jahre 1848.